# (2518) Rutllant
(2518) Rutllant es un asteroide que forma parte del cinturón de asteroides y fue descubierto por Carlos Torres el 22 de marzo de 1974 desde la estación de Cerro El Roble, Chile.

## Designación y nombre
Rutllant se designó al principio como 1974 FG.
Más adelante fue nombrado en honor del astrónomo chileno Federico Rutllant (1904-1971).

## Características orbitales
Rutllant está situado a una distancia media de 2,308 ua del Sol, pudiendo acercarse hasta 1,908 ua y alejarse hasta 2,708 ua. Su excentricidad es 0,1735 y la inclinación orbital 5,924°. Emplea 1281 días en completar una órbita alrededor del Sol.